# Tulou

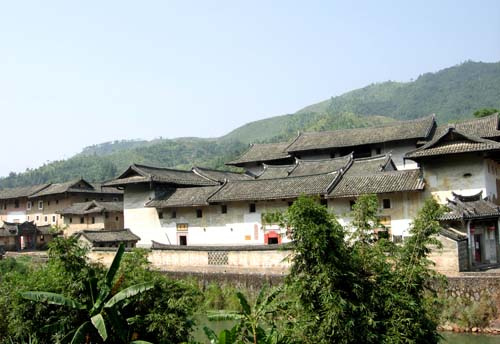
Exterior de un tulou

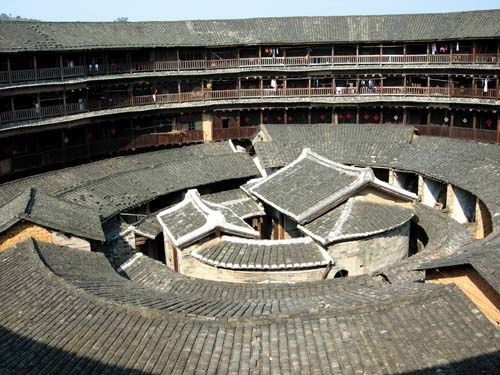
Interior

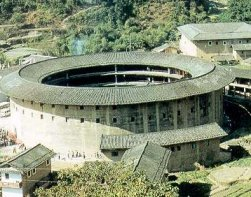
Tulou en Yongding

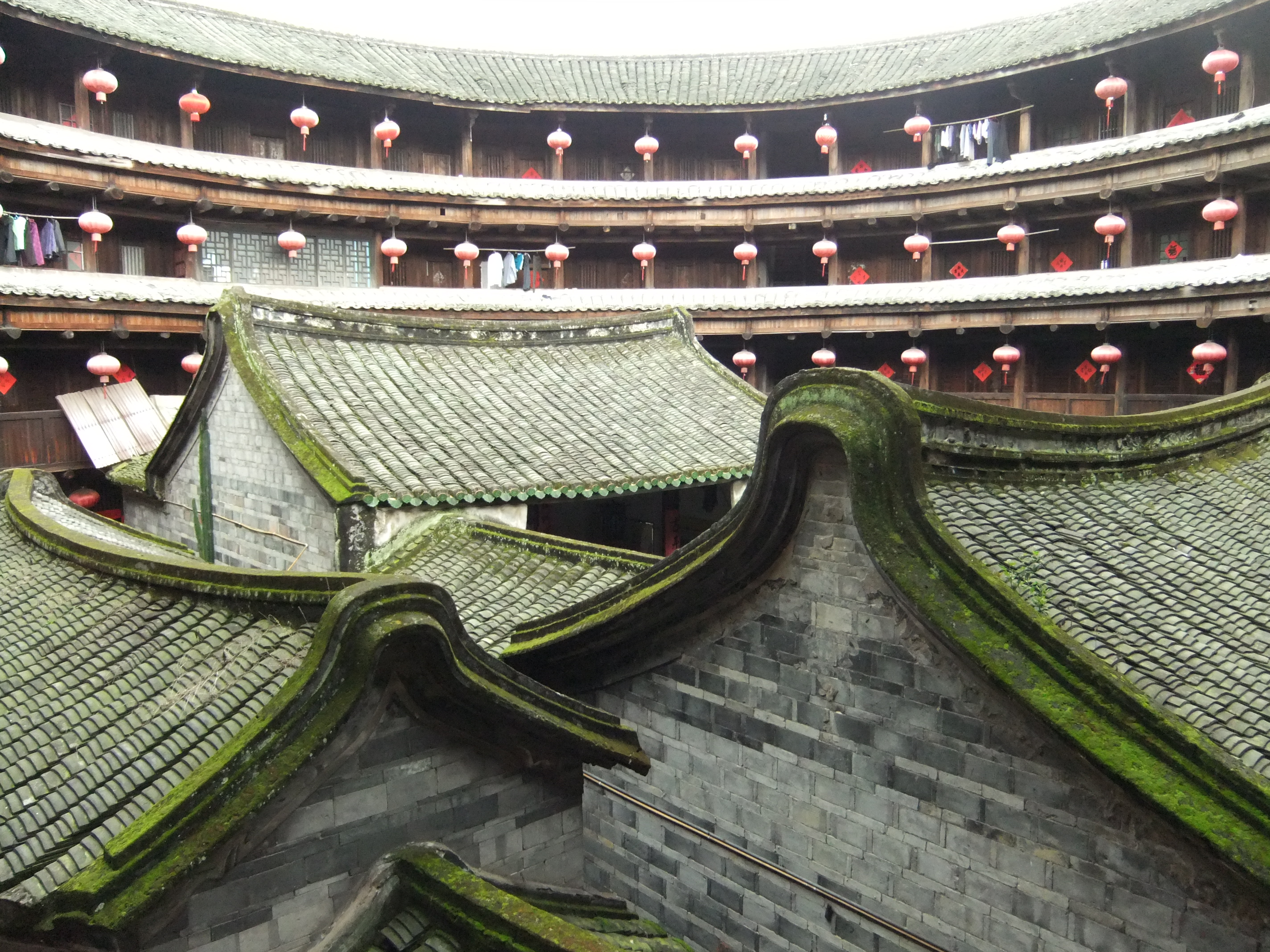
Interior del Yanxiang Lou, un gran tulou redondo en la localidad de Xinnan

Un tulou (en chino tradicional, 土樓; en chino simplificado, 土楼; pinyin, tǔlóu; pe̍h-ōe-jī, thó͘-lâu), o "edificio de tierra", es una residencia comunal tradicional de la etnia hakka que se encuentra en Fujian, en el sur de la República Popular China. Generalmente es una construcción de forma circular que rodea un santuario central. Estas estructuras, pertenecientes a la cultura hakka, son muestras de arquitectura popular que estaban habitadas por grupos de clanes.
Aunque la mayoría de los tulou estaban construidos a base de tierra, la definición tulou es una etiqueta descriptiva amplia para un tipo de edificio y no indica el tipo de construcción. Algunos fueron construidos con bloques de granito tallados o tenían paredes de ladrillo cocido. La mayoría de los tulou a gran escala que se ven hoy en día se construyeron con un compuesto de tierra, arena y cal, conocido como sanhetu en lugar de únicamente con tierra. El tulou suele tener de tres a cuatro pisos de altura, y a menudo se almacenaba comida en los pisos superiores.
Debido a su apariencia poco ortodoxa y extraña desde el exterior, los analistas estadounidenses alguna vez los confundieron con silos de misiles durante la Guerra Fría. Incluso han llegado a relacionarse erróneamente con antiguas 'naves espaciales'.
El conocido como Tulou de Fujian, designado Patrimonio de la Humanidad por la UNESCO en 2008, es un subgrupo pequeño y especializado de estas construcciones, caracterizado por su forma única, gran tamaño e ingeniosa estructura. Hay más de 20.000 tulou en el sur de Fujian. Aproximadamente 3000 de ellos son del tipo [Tulou de Fujian, es decir, el 15% de los tulou pertenecen a esta categoría.